# آني شامبرز كيتشام
آني شامبرز كيتشام (بالإنجليزية: Annie Chambers Ketchum)‏ هي عالمة نبات ومُدرسة وكاتِبة أمريكية، ولدت في 8 نوفمبر 1824 في جورجتاون في الولايات المتحدة، وتوفيت في 27 نوفمبر 1904 في نيويورك في الولايات المتحدة.